# セント・オーガスチン・パオアイ教会

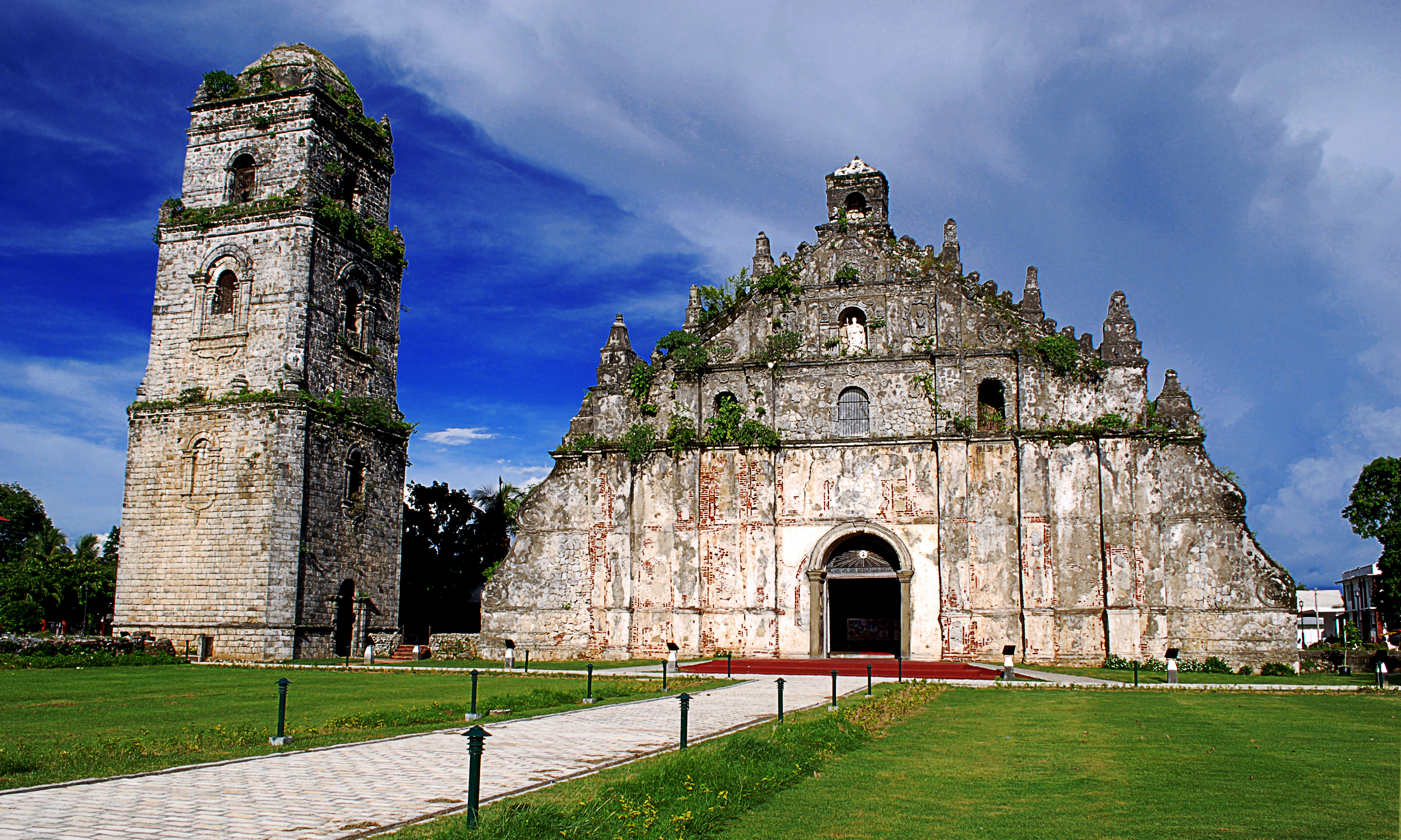
パオアイ教会

サン・アグスティン教会（英語: Saint Augustine Church, スペイン語: Iglesia de San Agustín）は、フィリピン・イロコス・ノルテ州のパオアイ市に建つローマ・カトリックの教会ならびにその聖堂。同名の教会がフィリピン国内に多数存在するため、パオアイのサン・アグスティン教会 (San Agustin Church of Paoay)、また単にパオアイ教会 (Paoay Church) とも呼称される。
現在の大聖堂とベルタワーは、1694年に着工し1710年に完成した。大聖堂は両側面と背面に多数のバットレスがあり、その特徴的な外観で有名な建築物である。1993年、フィリピンのバロック様式の教会の一つ最高の例としてユネスコの世界遺産に指定された。
座標: 北緯18度3分41.5秒 東経120度31分17.5秒 / 北緯18.061528度 東経120.521528度